# Pasquale Fornara
Pasquale Fornara, nascido a 29 de março de 1925 em Borgomanero e falecido a 24 de julho de 1990 na mesma cidade, foi um ciclista profissional italiano que foi profissional de 1949 a 1961.

## Palmarés
| - 1950 - Milão-Módena - 1952 - Volta à Suíça, mais 2 etapas - 1 etapa do Giro d'Italia - 1953 - 3.º no Giro d'Italia, mais Classificação da montanha e 1 etapa - 1954 - Volta à Suíça - 1955 - 1 etapa do Giro d'Italia | - 1956 - Volta à Romandia, mais 1 etapa - 1 etapa do Giro d'Italia - 1957 - Volta à Suíça - 1958 - Volta à Suíça, mais 2 etapas - 2.º da Volta a Espanha - 1959 - 1 etapa da GP Cyclomotoristico |

## Resultados nas grandes voltas
| Corrida            | 1949 | 1950 | 1951 | 1952 | 1953 | 1954 | 1955 | 1956 | 1957 | 1958 | 1959 | 1960 | 1961 |
| ------------------ | ---- | ---- | ---- | ---- | ---- | ---- | ---- | ---- | ---- | ---- | ---- | ---- | ---- |
| Giro d'Italia      | 28.º | 12.º | 11.º | 31.º | 3.º  | 8.º  | 7.º  | Ab.  | 8.º  | 9.º  | 21.º | 30.º | Ab.  |
| Tour de France     | -    | -    | -    | -    | -    | -    | 4.º  | 24.º | -    | -    | -    | -    | -    |
| Volta a Espanha    | X    | -    | X    | X    | X    | X    | -    | -    | 8.º  | 2.º  | -    | Ab.  | -    |
| Mundial em Estrada | -    | -    | -    | -    | 12.º | 10.º | 7.º  | -    | -    | -    | -    | -    | -    |

-: não participa

Ab.: abandono